# Tokunagaia
Tokunagaia is een muggengeslacht uit de familie van de Dansmuggen (Chironomidae).

## Soorten
- T. excellens (Brundein, 1956)
- T. obriani Hayes and Murray, 1988
- T. parexcellens Tuiskunen, 1986
- T. rectangularis (Goetghebuer, 1940)
- T. rowensis (Saether, 1969)
- T. scutellata (Brundin, 1956)
- T. tonollii (Rossaro, 1983)